# 四川毛鳞菊
四川毛鳞菊（学名：Melanoseris sichuanensis）是菊科毛鳞菊属的植物，其种加词“sichuanensis”意为“四川的”。中国特有植物。分布于中国大陆的云南、四川等地，生长于海拔2,700米至3,640米的地区，目前尚未由人工引种栽培。